# Jacqueline Reverdy
Jacqueline Reverdy (née en 1937) est une femme politique, experte en questions sociales et chargée de personnes en situation de handicap, également cavalière, qui a présidé la Fédération française d'équitation (FFE) de 1998 à 2004. Elle est à l'origine de l'unification de la FFE.

## Biographie
Née en 1937, Jacqueline Reverdy commence sa carrière politique en tant que militante du PSU avec Michel Rocard. Elle participe plus tard à un groupe de réflexion avec Raymond Barre. C'est cependant dans le domaine de l'intégration sociale qu'elle mène la majorité de sa carrière, en particulier sur les questions relatives aux enfants difficiles et au transport des personnes en situation de handicap,. Elle devient cavalière sur le tard, à 31 ans, et perd son poste dans le social l'année de ses cinquante ans. Elle se reconvertit dans la formation de moniteurs d'équitation.

### Mandat de présidente de la Fédération française d'équitation
Le 31 mars 1998, elle est élue à la présidence de la Fédération française d'équitation (FFE) après la démission de Pierre Durand, avec 53,4 % des voix, ce qui fait d'elle la première femme à ce poste, et la seule femme à présider une fédération sportive française olympique. Elle témoigne avoir dû faire face à des préjugés sexistes à ses débuts, les autres membres de la FFE souhaitant d'après elle qu'elle « soit une potiche ». D'après Jérôme Garcin, elle n'a « pas d'ambitions personnelles », mais souhaite se consacrer à la défense des sports équestres.
Elle est à l'origine de l'évolution des statuts de la FFE le 14 décembre 1999, les 3 anciennes délégations (délégation nationale aux sports équestres, délégation nationale au tourisme équestre et délégation nationale à l'équitation sur poneys) étant dissoutes pour s'incorporer à la seule FFE. Elle est réélue à ce poste en 2000 face à Pierre Domenech, avec 63,37 % des voix. Durant son mandat, elle travaille à l'amélioration de la médiatisation des sports équestres, et créée des contrats de conservation des chevaux de sport français, entre autres pour Dollar du Mûrier. Sa fin de mandat est marquée par une forte défiance de certains membres de la FFE, et des tensions avec le comité directeur. Elle est soutenue dans ses fonctions par le Ministère de la jeunesse et des sports et le Ministère de l'agriculture.
Jacqueline Reverdy est mise en minorité en octobre 2004. Le 2 décembre 2004, son adversaire Serge Lecomte est élu à la présidence de la FFE. Jacqueline Reverdy fait appel à de nombreux recours devant les tribunaux.

## Opinions politiques
Elle a déclaré admirer Pierre Mendès France.